# Nina Kinert
Nina K (née Nina Kinert le 26 septembre 1983) est une auteur-compositeur-interprète suédoise.

## Style
Sa musique est un mix entre le country, blues, folk et pop. On lui décrit Dolly, Emmylou Harris, Bob Dylan et Bob Marley comme étant ses influences.

## Biographie
En 2004, elle sort son premier album Heartbreaktown avec Sony Music. Son dernier album Pets ans Friends est sorti en avril 2008 sur son propre label, Another record.
Elle accède à la notoriété en 2007 à la suite de l'utilisation de sa chanson « Through Your Eyes » dans une campagne de publicité mondiale pour la compagnie automobile suédoise SAAB.
En octobre 2007, elle se retrouve sur l'album de Steve Jansen Slope, chantant sur Playground Martyrs (reprise).
Le 11 avril 2009, la photographe Melanie Caitlin suivra Nina et son groupe lors de la journée du Festival Motel Mozaique à Rotterdam, Pays-Bas.
En novembre 2010, elle sort l'album Red Leader Dream, un album inspiré de la trilogie Star Wars, sur son propre label NinkinaRecordings.
Le 28 août 2023 elle annonce sur Instagram la sortie au 29 septembre 2023 de l'album ✝Religious✝, accompagné de la sortie du single America.